# Прагер, Вальтер
Вальтер Прагер (англ. Walter Prager, 2 апреля 1910, Давос, Граубюнден — 28 мая 1984) — швейцарский горнолыжник, первый чемпион мира по скоростному спуску (1931).

## Биография
В 1931 году Прагер стал первым в скоростном спуске на лыжах на чемпионате мира по лыжным гонкам в Мюррене. Он смог повторить этот успех два года спустя на чемпионате мира 1933 года в Инсбруке. На этих чемпионатах мира он также принимал участие в северных дисциплинах и занял 20-е место в соревнованиях среди северных стран, 26-е место по прыжкам с трамплина и 44-е место по лыжным гонкам на дистанции 18 км. Также в 1933 году он стал чемпионом Швейцарии в двоебории (бег на лыжах и прыжки).
После завершении его активной карьеры, которую он закончил в качестве члена лыжного клуба Arosa, в 1936 году Прагер стал первым руководителем лыжной школы в Стоосе, а затем работал тренером по лыжам в США. Он привел многочисленных спортсменов к национальным и международным успехам, всреди его воспитанников Ральф Миллер и Тихару Игая.
Во время Второй мировой войны Прагер служил в 10-й горной дивизии Вооружённых сил США.
На зимних Олимпийских играх 1948 года в Санкт-Морице был тренером олимпийской сборной США по лыжам.
В 1957 году он окончательно ушёл из лыжного спорта.